# Halos & Horns
Albums de Dolly Parton
Little Sparrow
(2001) For God and Country
(2003)
Halos & Horns est un album de la chanteuse américaine Dolly Parton sorti en 2002. Il continue les expérimentations de cette dernière autour des genres folk et bluegrass entreprises trois ans plus tôt.

## Morceaux
Toutes les chansons sont écrites et composées par Dolly Parton sauf mention contraire.
| No  | Titre                    | Auteur                   | Durée |
| --- | ------------------------ | ------------------------ | ----- |
| 1.  | Halos & Horns            |                          |       |
| 2.  | Sugar Hill               |                          |       |
| 3.  | Not for Me               |                          |       |
| 4.  | Hello God                |                          |       |
| 5.  | If                       | David Gates              |       |
| 6.  | Shattered Image          |                          |       |
| 7.  | These Old Bones          |                          |       |
| 8.  | What a Heartache         |                          |       |
| 9.  | I'm Gone                 |                          |       |
| 10. | Raven Dove               |                          |       |
| 11. | Dagger Through the Heart |                          |       |
| 12. | If Only                  |                          |       |
| 13. | John Daniel              |                          |       |
| 14. | Stairway to Heaven       | Robert Plant, Jimmy Page |       |